# Mart Opmann
Mart Opmann (* 27. März 1956 in Surju, Estnische SSR) ist ein estnischer Politiker und Unternehmer.

## Leben und Politik
Mart Opmann besuchte die Mittelschule in Alatskivi und legte 1947 sein Abitur im südestnischen Tartu ab. 1979 schloss er sein Studium der Wirtschaftskybernetik an der Staatlichen Universität Tartu (Tartu Riiklik Ülikool) ab.
Mit der Wiedererlangung der estnischen Unabhängigkeit war Opmann im Bankensektor tätig und wurde gleichzeitig politisch aktiv. 1995 trat er der Estnischen Koalitionspartei (Eesti Koonderakond) bei. Er wurde zunächst 1991/92 stellvertretender Finanzminister der Republik Estland. Von April 1995 bis November 1995 war Opmann im Kabinett von Ministerpräsident Tiit Vähi Finanzminister der Republik Estland. Dasselbe Amt hatte er von November 1995 bis März 1997 im dritten Kabinett Vähi und von März 1997 bis März 1999 im Kabinett von Ministerpräsident Mart Siimann inne.
Von 1999 bis 2002 war Opmann Mitglied des Gemeinderats von Saku bei Tallinn. Im Sommer 2000 lehnte der damalige Staatspräsident Lennart Meri die Berufung von Opmann zum Präsidenten der estnischen Zentralbank (Eesti Pank) ab und forderte die Benennung eines politisch unabhängigen Kandidaten.
Seit 2002 gehört Opmann der Estnischen Volksunion (Eestimaa Rahvaliit) an. Von 2003 bis 2007 war er Abgeordneter des estnischen Parlaments (Riigikogu). Seitdem ist er als Unternehmer in Estland tätig.

## Privatleben
Mart Opmann ist verheiratet und hat zwei Söhne.